# Hermann Lewandowski
Hermann Lewandowski (* 26. April 1875 in Stralkowo, Provinz Posen; † 1950 in London) war ein deutscher Unternehmer, der unter der Marke Venetia Süßwaren produzierte.

## Biografie

### 1918 bis 1938
Hermann Lewandowski gründete im Jahr 1918 gemeinsam mit seinem Kompagnon David Diamant in Lichtenberg bei Berlin eine Zweigniederlassung der an der Venitianerstraße in Posen ansässigen ersten Fabrik der beiden Geschäftspartner. Das Unternehmen auf dem Gelände Rittergutstraße 32–34 erhielt als Reverenz an das Stammwerk die Firma Schokoladen- und Zuckerwarenfabrik Venetia.
Zwei Jahre später, 1921, wurde aus der Zweigniederlassung der Hauptsitz des Unternehmens. Inzwischen war die Stadt Lichtenberg nach Berlin eingemeindet worden.
Unter der Marke Venetia fertigte das Unternehmen Schokoladen, Bonbons, Konfitüren und Marmeladen.
Im Jahr 1931 starb David Diamant, Hermann Lewandowski führte das Unternehmen allein weiter. 1933 beschäftigte die Venetia 400 Mitarbeiter. Das Unternehmen verfügte über ein betriebseigenes Spezialitätengeschäft.
Hermann Lewandowski war verheiratet mit der Schwester seines Kompagnons, Sarah Diamant. Das Paar hatte zwei Söhne, Georg und Kurt. Georg wurde 1912 in Posen geboren, Kurt im Jahr 1918. Beide Söhne arbeiteten für die Venetia.

### 1938 bis 1949
Im Jahr 1938 wurde das Unternehmen „arisiert“. Die Familie Lewandowski emigrierte ins Vereinigte Königreich. Im Norden Londons gründete Kurt Lewandowski die Caxton Chocolates Company. Sein Vater und sein Bruder traten in das Unternehmen ein.
Kurt Lewandowski nahm die britische Staatsangehörigkeit an. Ab 1938 trug er den Namen Kirk Lawton. Sein älterer Bruder Georg, der promoviert war, nannte sich George Lawton.
Vergeblich bemühte sich George Lawton nach dem Ende des Nationalsozialismus darum, die Venetia zurückzuerhalten. Berlin-Lichtenberg gehörte zur Sowjetischen Besatzungszone Deutschlands, der späteren DDR. 1949 ging die Fabrik in Volkseigentum über.

### Ab 1949
George Lawton starb 1949, der Vater ein Jahr später 1950, Kirk Lawton im Jahr 1970.
Die Deutsche Wiedervereinigung führte zu einer Rückgabe der Immobilie in Berlin-Lichtenberg an die Erben von Georg und Kurt Lewandowski, die sie verkauften. Das Produktionsgebäude der Fabrik wurde gesprengt.